# Haya van Someren
Haya van Someren-Downer, née Gerarda Victoria Downer le 5 juillet 1926 à Amsterdam (Pays-Bas) et morte le 12 novembre 1980 à Rotterdam (Pays-Bas), est une femme politique néerlandaise. Membre du Parti populaire pour la liberté et la démocratie (VVD) qu'elle dirige de 1969 à 1975, elle est députée de 1959 à 1968 puis sénatrice de 1974 à sa mort.

## Biographie

### Famille, études et carrière professionnelle
Fille de George John Downer, courtier en tabac, et de Johanna Wilhelmina Schuit, Gerarda Victoria Downer a deux frères. Ses parents, de confession mennonite, sont des sympathisants du mouvement national-socialiste, choix qu'elle réprouve. Elle étudie au Barlaeus Gymnasium (en) de 1938 à 1946 puis l'histoire et la philosophie à l'université d'Amsterdam. Mécontente de ses professeurs et camarades, « de gauche, intolérants et qui savent tout », elle rejoint en 1948 l'université libre d'Amsterdam mais n'achève pas ses études,.
Attirée par le journalisme, elle rejoint le quotidien De Telegraaf comme critique d'art puis, jusqu'en 1959, comme journaliste parlementaire. En 1954, elle épouse l'avocat Jan van Someren ; le couple est parent d'un fils,.

### Carrière politique

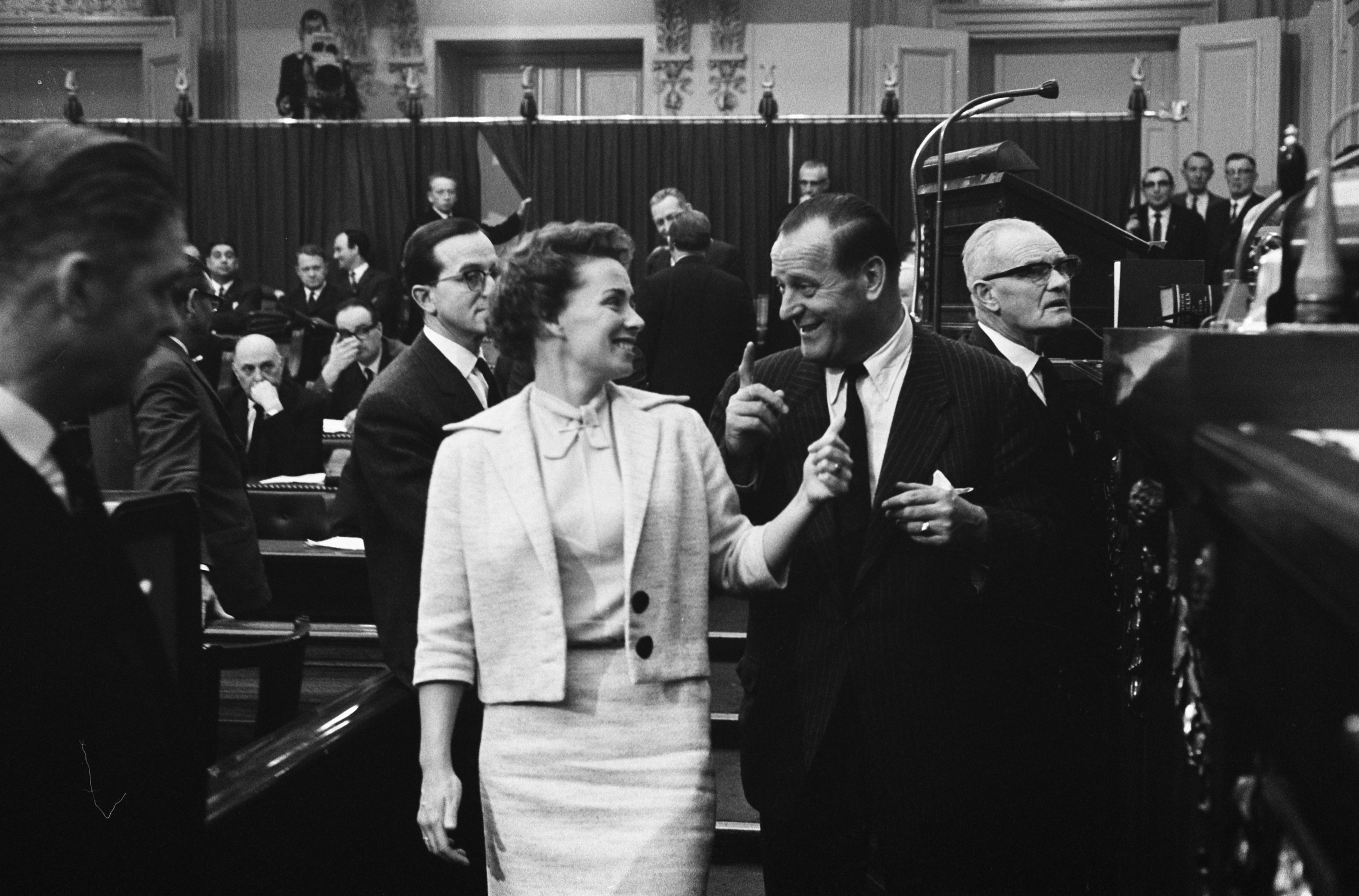
Haya van Someren en 1963.

Hostile au nazisme, elle opte durant ses études pour le libéralisme, s'engageant à partir de 1948 dans le Parti populaire pour la liberté et la démocratie (VVD). En 1959, elle est élue députée, devenant la benjamine de l'assemblée. En 1965, elle est la première députée à devenir mère durant son mandat. Elle s'oppose en vain à un projet de loi sur l'enseignement secondaire et défend l'ouverture de l'audiovisuel au secteur commercial. Elle fait partie d'une minorité de députés VVD demandant au gouvernement de s'opposer aux bombardements de la guerre du Viêt Nam, leur préférant des négociations. Elle démissionne de son mandat parlementaire en 1968 pour s'occuper de son fils, restant toutefois membre du conseil provincial de Hollande-Méridionale, où elle siégeait depuis 1966, jusqu'en 1970. Entre 1970 et 1974, elle est membre du conseil de Rijnmond.
Le 29 mars 1969, elle est élue présidente de son parti, le VVD, devenant la première femme à accéder à cette fonction. Elle envoie une lettre à tous les membres afin qu'ils contribuent à améliorer les finances du mouvement, lance une campagne d'adhésions et réforme l'organisation. Avec le chef du VVD au Sénat Harm van Riel (en) et le chef du VVD à la Seconde Chambre Hans Wiegel, Haya van Someren fait partie du trio des « trois H » de la direction du VVD (son prénom ne sera modifié légalement de Gerarda à Haya qu'en 1974).

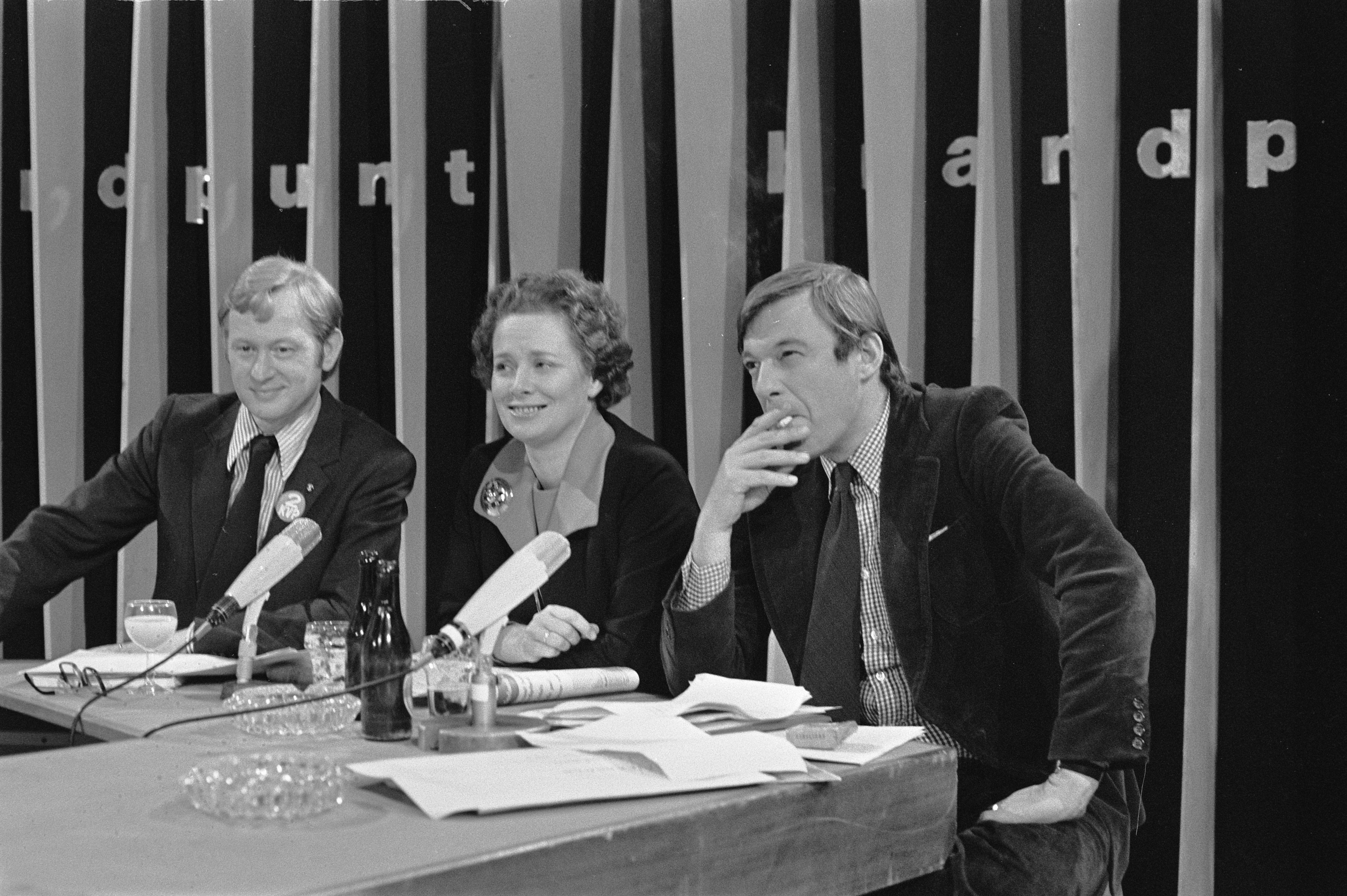
Haya van Someren lors d'un débat télévisé en 1972.

À l'été 1972, lors d'une crise gouvernementale, elle fait partie d'une minorité de cadres à demander le départ du VVD de la coalition au pouvoir, ce qui n'arrive finalement pas. Malgré ce différend, les « trois H » mènent ensemble la campagne législative de novembre 1972, à l'issue desquelles le VVD gagne six sièges. Le 15 mars 1975, elle démissionne de la présidence du parti ; durant ses six ans à la tête du VVD, le nombre d'adhérents sera passé de 30 000 à 80 000,.

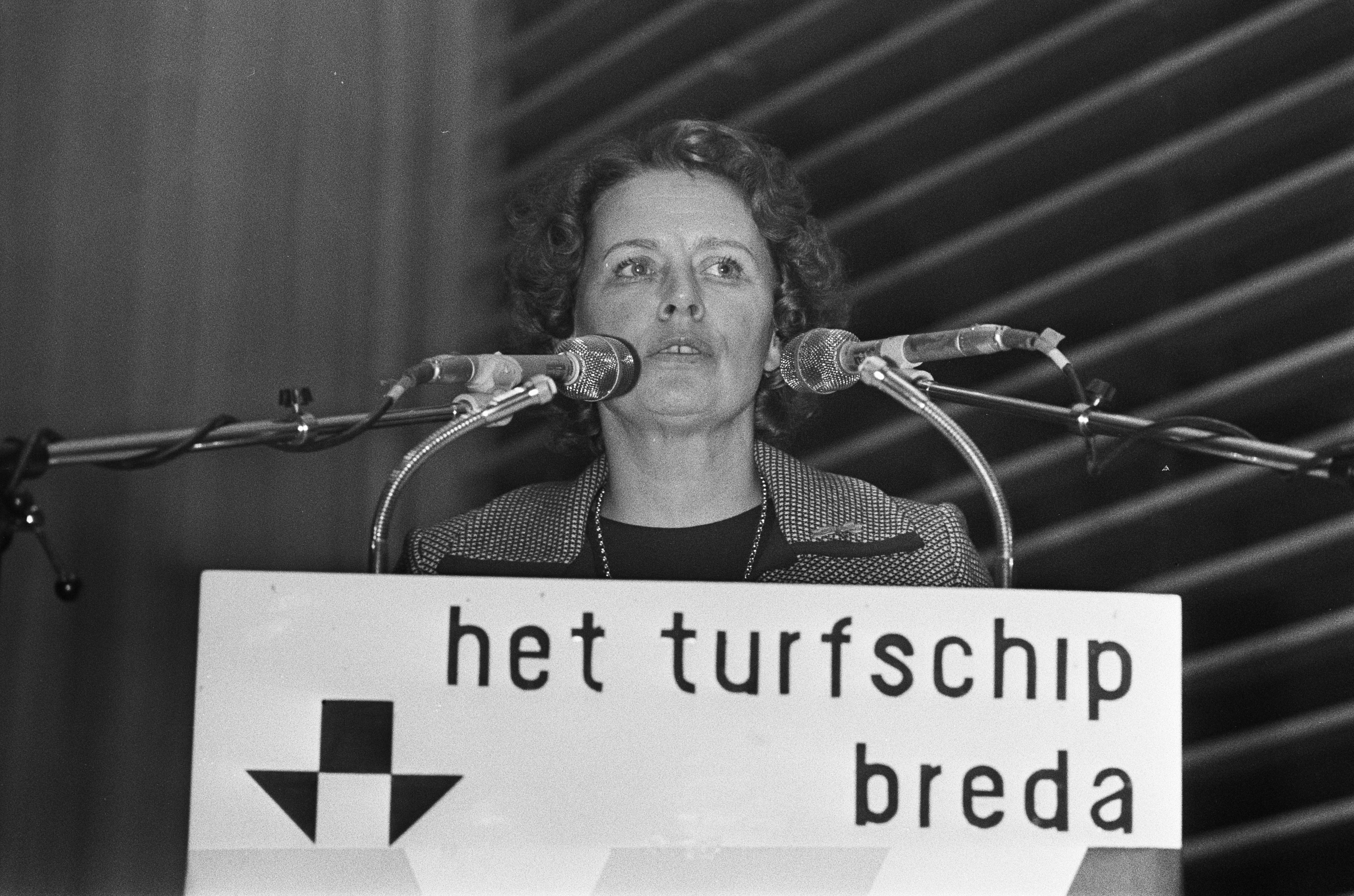
Haya van Someren prononçant un discours en 1973.

Le 17 septembre 1974, elle était devenue sénatrice. À cette fonction, elle s'oppose notamment au projet du ministre socialiste de l'Éducation Jos van Kemenade de création d'écoles intermédiaires. En 1975, avec Guus Zoutendijk (nl), elle est la seule sénatrice du VVD à voter l'indépendance du Suriname. Le 21 septembre 1976, elle devient cheffe du VVD au Sénat, succédant à Hans Wiegel. Opposant à l'avortement, il ne souhaitait pas s'investir pour son parti sur le sujet. À la fin du mois, le projet de légalisation est adopté à la Seconde Chambre, les parlementaires VVD ayant soutenu la réforme. À la Première Chambre, le Sénat, Haya van Someren hésite quant à sa position. Le VVD autorise alors ses parlementaires à voter selon leur conscience. En décembre, le projet est rejeté au Sénat, Haya van Someren ayant voté contre. Cible de critiques, les vitres du domicile de la sénatrice sont brisées et la façade du siège du VVD est vandalisée. Dans la presse, il est alors suggéré que les sénateurs VVD ont contribué à l'abandon du projet de loi pour affaiblir les travaillistes et préparer une future coalition gouvernementale avec les chrétiens-démocrates. Haya van Someren s'émeut de cette accusation.
En 1977, elle est pressentie pour devenir ministre de l'Éducation et des Sciences dans le cabinet Van Agt I, en vain, un cancer lui ayant été diagnostiqué. Elle continue cependant de diriger le groupe VVD au Sénat. Haya van Someren meurt en 1980, à l'âge de 54 ans, à l'hôpital universitaire Dijkzigt de Rotterdam,.
En sa mémoire, en 1981, l'institut de formation du VVD prend son nom, la fondation Haya van Someren. Une salle de la Seconde Chambre porte aussi son nom, de même que des rues à Coevorden, Tilbourg et Amsterdam.

## Décoration
- 1968 : chevalier de l'ordre du Lion néerlandais